# محمد عالم خان

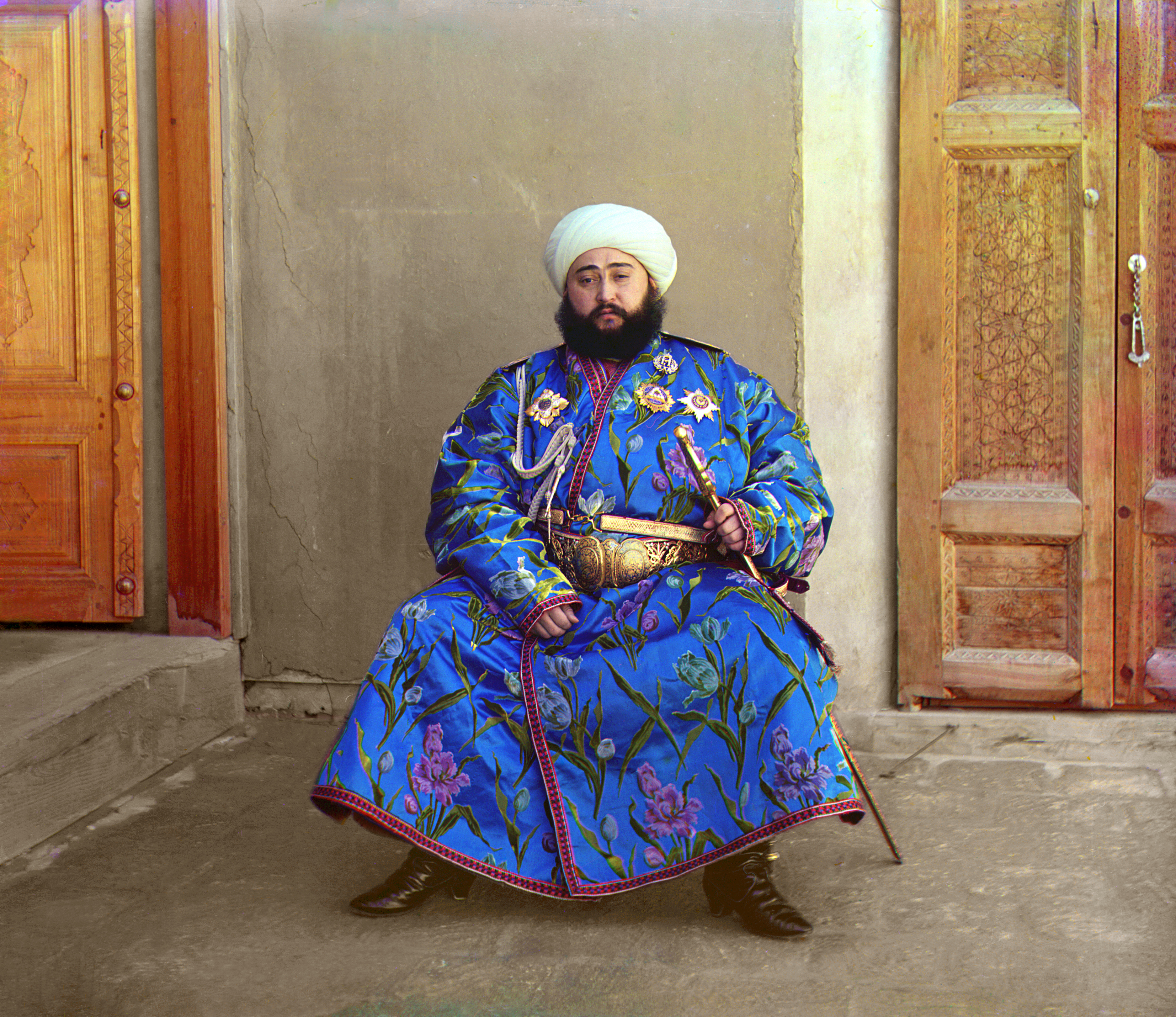
محمد عالم خان

أمير محمد عالم خان (3 يناير 1880-28 أبريل 1944) هو آخر أمراء من سلالة منغيط في بخارى في آسيا الوسطى. واخذ الحكم من 3 يناير 1911 إلى 30 أغسطس 1920، على الرغم من كون بخارى كانت تحت الحماية المباشرة من للامبراطورية الروسية منذ عام 1873، إلانه كان يسيّر الشؤون الداخلية للإمارة بنظام حكم ملكي مطلق، ويفترض أنه أحد أحفاد جنكيز خان.
في الثالثة عشرة من عمر عالم خان بعثه والده الأمير عبد الأحد خان إلى سانت بطرسبرغ لدراسة التقنيات العسكرية الحديثة لمدة ثلاث سنوات. وفي عام 1896 ، بعد أن أخذ تعهدا رسميا بكونه ولي العهد لإمارة بخارى من الحكومة الروسية، عاد إلى الوطن.
بقي سنتين في بخارى يساعد والده في إدارة الحكم، ثم عين حاكما لمنطقة ناصف لمدة اثني عشر عاما. ليتم نقله إلى شمال مقاطعة كرمينا، والتي حكمها لمدة سنتين أخريين، حتى تلقى نبأ وفاة والده في عام 1910.
عمل عالم خان في البداية على ترسيخ قواعد لتحديث الإمارة ونبذ كل المعاملات الغير قانونية كالرشوة والمحسوبية كما أعلن أنه لن يقبل أي محاباة أو تمييز بين الرعية، كما حظر على موظفيه من قبول الرشاوي والهدايا من العامة، أو فرض ضريبة دون الرجوع إليه شخصيا. ولكن مع مرور الوقت بدا مواقف عالم من الرشاوي والمحسبيات وفرض الضرائب تتهاوى، لعدم تمكنه من فرض التغيير. ولاحتدام الصراع ما بين الإصلاحيين والتقليديين، ولينتهي بفوز التيار التقليدي وسيطرته على مقاليد الحكم، وتم نفي الإصلاحيين إلى موسكو أو قازان. ومن المعتقد أن عالم خان، الذي اختار في بدايته التحديث مع الإصلاحيين، أدرك أنه حتى يتمكن من المحافظة على حكمه وحكم نسله من بعد لابد أن يساير التيار التقليدي في الحكم وإن ظل طوال حياته يتشذق بمفهوم الإصلاح والتحديث دون أي معنى حقيقي لذلك.
في مارس 1918 أحد الناشطين في حركة الشباب البخاريين أبلغ السوفييت أن أهل بخارى متأهبون للثورة، وفي أثناء مسير الجيش الأحمر إلى بخارى طالب قائد الجيش من الأمير تسليم المدينة إلى البخاريين الشباب، كما ذكرت مصادر روسية في تقرير أن الأمير قتل الوفد السوفييتي، إلى جانب المئات من سكان بخارى الروسية ومحيطها. غالبية البخاريين لم يؤيدوا الغزو، لأن بخارى لم تكن مجهزة بجيش كجيش السوفييت، فهرب أكثرهم إلى المعقل السوفييتي في طشقند.
لكن الأمير لم يفز سوى بهدنة مؤقتة، حيث في روسيا كانت حدة الحرب الأهلية تتناقص، وقامت الحكومة البلشفية بإرسال تعزيزات إلى وسط آسيا، تضم أحسن ضباط الجيش الأحمر، تحت القيادة العامة لميخائيل فرونز، فهاجمت المدينة. بعد أربعة أيام من القتال، تم احتلال وتدمير قلعة القوس، ورفع العلم الأحمر في أعلى المئذنة، عندها اضطر الأمير عالم خان للفرار إلى قاعدته دوشنبه في بخارى الشرقية، ثم إلى كابل في أفغانستان.
توفي في كابل في عام 1944.